# كنيسة قصر الدوبارة

## تاريخ الكنيسة
في يناير 1940 أسس مجمع الدلتا الإنجيلي كنيسة جديدة في القاهرة على أن تجتمع هذه الكنيسة في القاعة المملوكة لدار تحرير إرسالية النيل في وسط القاهرة. وانتخب القس إبراهيم سعيد الواعظ ذهبي الفم في ذلك الحين راعياً لهذه الكنيسة في مارس من نفس العام.
وتزايد الحضور في هذه الكنيسة الوليدة للدرجة التي أصبحت الحاجة لمبنى كبير حاجة ملحة. في ديسمبر 1941 تم شراء قصر فيما يسمى الآن ميدان التحرير بهدف هدمه وبناء الكنيسة الجديدة مكانه.
وكانت هناك حديقة جميلة يطل هذا القصر عليها. ولكن كانت هناك حاجة لتصريح بالبناء (حين كان ولايزال غير مصرحاً ببناء الكنائس في أي مكان في مصر بدون توقيع شخصي من الملك أو رئيس الجمهورية). ووقع الملك فاروق ملك مصر في ذلك الوقت التصريح ببناء الكنيسة في الحادي عشر من مارس سنة 1944 بعد أن طلب منه معلمه الخاص. وكان هذا المعلم، أحمد حسنين باشا قد درس في انجتلرا وعندما كان مقيماً في لندن سكن في في بيت القس ألكسندر وايت الواعظ العظيم وكاتب العديد من الكتب عن شخصيات الكتاب المقدس. وعندما توفى الدكتور وايت قررت زوجته أن تسافر في رحلة سياحية حول العالم.
وفي مصر، اصطحبها معلم الملك أحمد حسنين باشا لمقابلة القس إبراهيم سعيد الذي رحب بها. ومن باب حسن المعاملة سأل أحمد حسنين باشا القس إبراهيم سعيد أن كان يمكن أن يساعده في شيء. فطلب منه القس إبراهيم سعيد تصريحاً ببناء الكنيسة وطلب إن كان ممكناً أن ترى السيدة وايت التصريح موقعاً من الملك قبل سفرها.
وضع حجر الأساس في ديسمبر 1947 لكنيسة قصر الدوبارة الإنجيلية واكتمل البناء سنة 1950. وعندما رآى الملك فاروق الكنيسة في الميدان الرئيسي بالقاهرة، استشاط غضباً حيث أنه في هذه الآونة كان يتمنى أن يصبح خليفة المسلمين بعد أن انتهت الخلافة في تركيا سنة 1923. فأصدر الملك أوامره بألا ترتفع منارة الكنيسة أكثر مما كانت عليه في ذلك اليوم وأمر ببناء مبنى حكومي ضخم لكي يخفي الصليب وبناء جامع جديد جميل في الركن الآخر من الميدان. وفي يوليو 1952 تم ترحيل الملك فاروق من مصر إلى إيطاليا.
زار الرئيس جمال عبد الناصر الكنيسة في عيد القيامة سنة 1955. وقتها رحب به القس سعيد وقال له: "كره الملك فاروق أن يرى صليباً واحداً فأرسله الله إلى حيث لا يرى إلا صلباناً."
ثم بعد ذلك أنتخب القس الدكتور منيس عبد النور راعي للكنيسة في أكتوبر 1975 بعد مؤسسها القس إبراهيم سعيد وفي 21 مارس 2008 طلب القس الدكتور منيس عبد النور أن يتقاعد عن منصب الراعي فطلبت منه الكنيسة أن يظل بها راعياً إكرامياً مدى الحياة.
حاليا راعي الكنيسة هو القس الدكتور سامح موريس والرعاة المساعدين هما القس عاطف سامي والقس الدكتور ناجي موريس.
الكنيسة تقدم خدمات ثقافية واجتمعاية ورياضية وشبابية وترفيهية، كما تقوم بقيام مؤتمرات دينية وترفيهية.
الرابط الخاص بالكنيسة الانجيلية بقصر الدوبارة 
كما تقدم الكنيسة خدمة البث المباشر لاجتماعاتها: عظات الكنيسة بالبث المباشر
و تقدم الكنيسة أيضاً بعض الدراسات المتخصصة: دراسات الكنيسة المتخصصة
وأيضاً بعض الموضوعات والدراسات للشباب والعائلة: الشباب ، العائلة
و يوجد أيضاً العديد من الخدمات مثل: المكتبة المجانية و كورسات التلمذة